# کاخ سی‌ئی‌سی

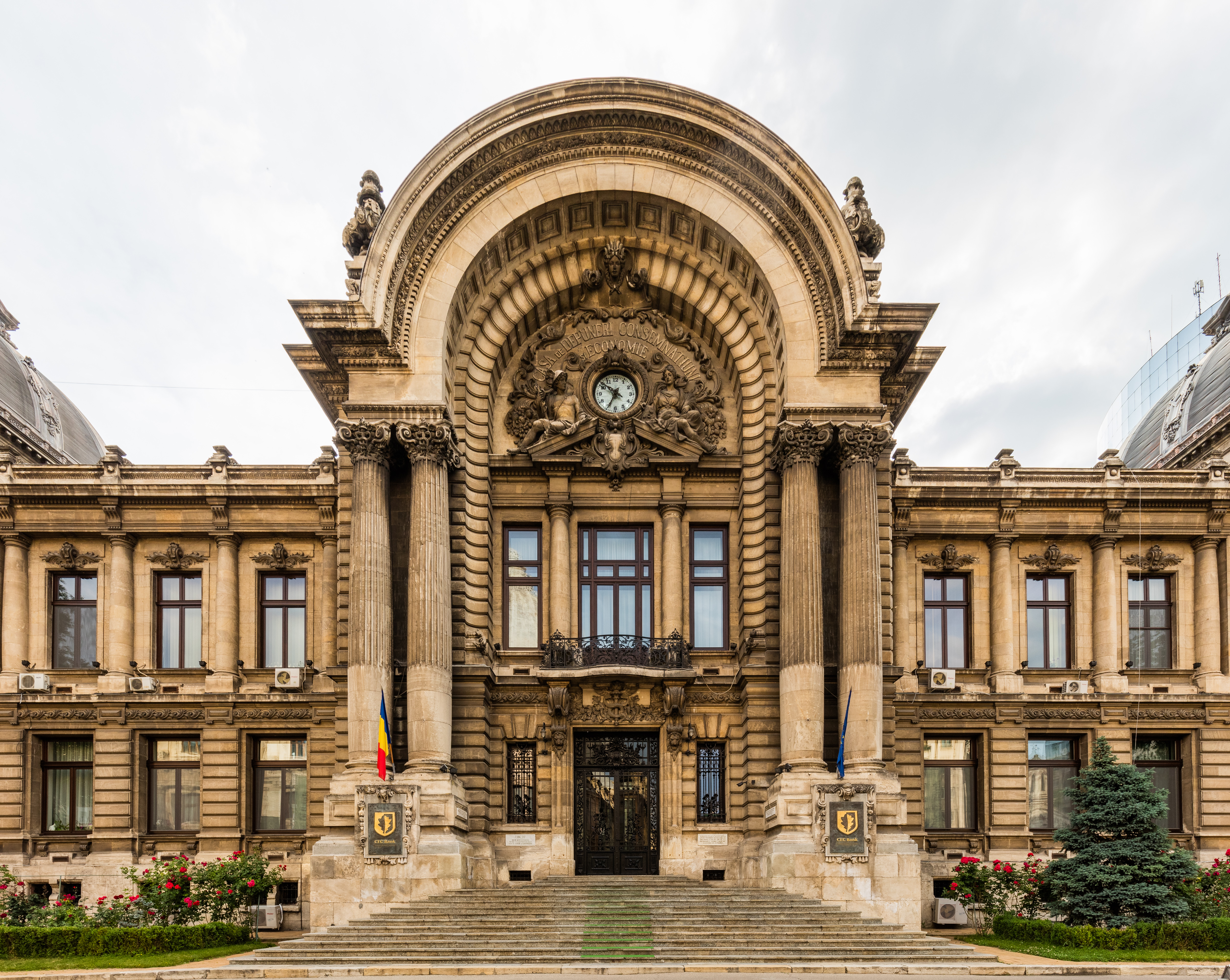
نمایی از ورودی کاخ سی‌ئی‌سی.

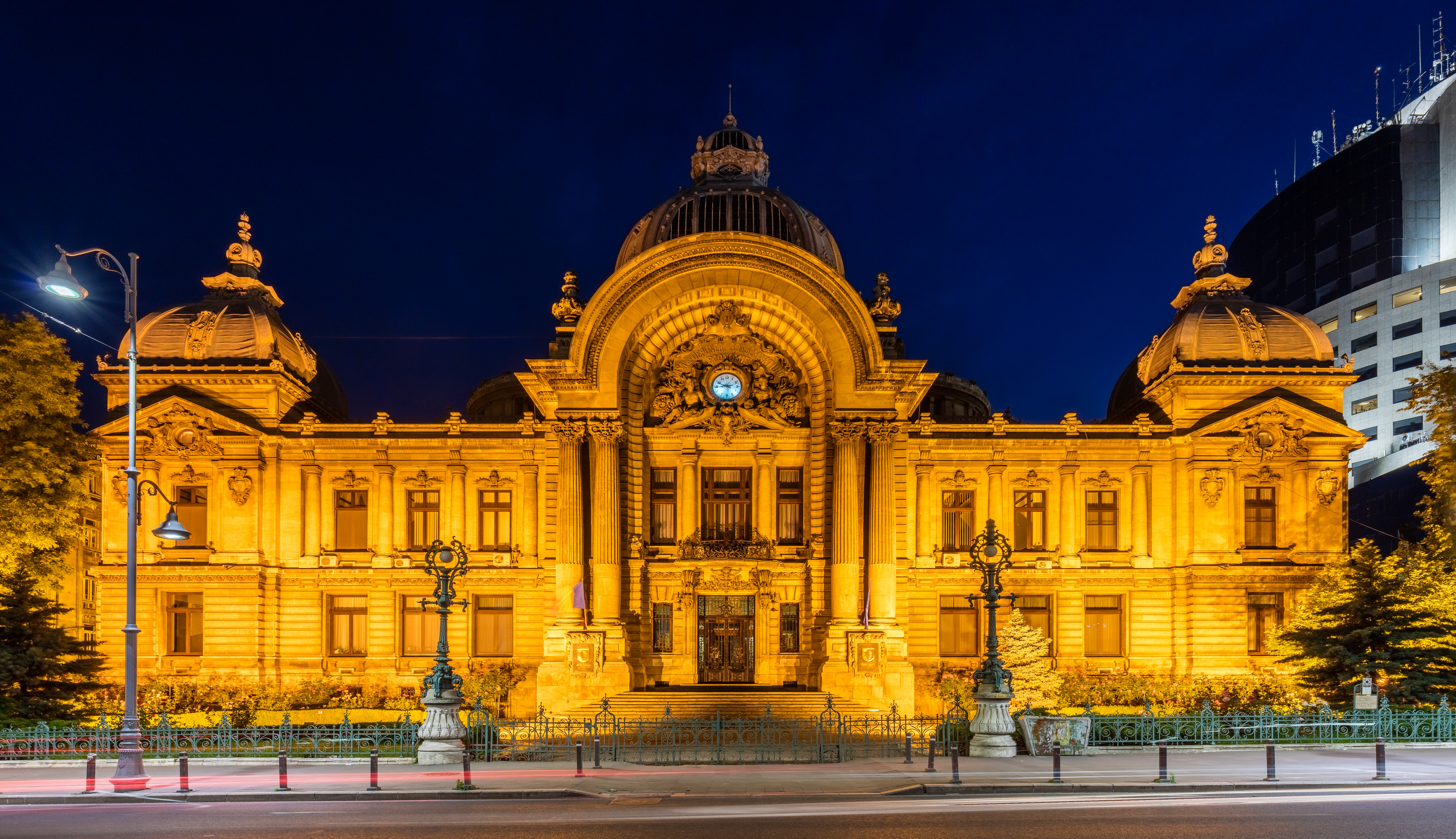
نمایی از کاخ سی‌ئی‌سی در شب.

کاخ سی‌ئی‌سی (رومانیایی: Palatul CEC) در بخارست رومانی، در سال ۱۹۰۰ ساخته شده و در خیابان کالا ویکتوریه‌ی و در مقابل موزه ملی تاریخ رومانی واقع شده و ساختمان مرکزی بانک سی‌ئی‌سی است.